# Rio Verde (vattendrag i Brasilien, Mato Grosso, lat -11,73, long -55,73)
Rio Verde är ett vattendrag i Brasilien.   Det ligger i delstaten Mato Grosso, i den centrala delen av landet, 1 000 km nordväst om huvudstaden Brasília.
Omgivningen kring Rio Verde är huvudsakligen savann. Området är ganska glesbefolkat, med 29 invånare per kvadratkilometer.